# Freileitungskreuzung des Sueskanals

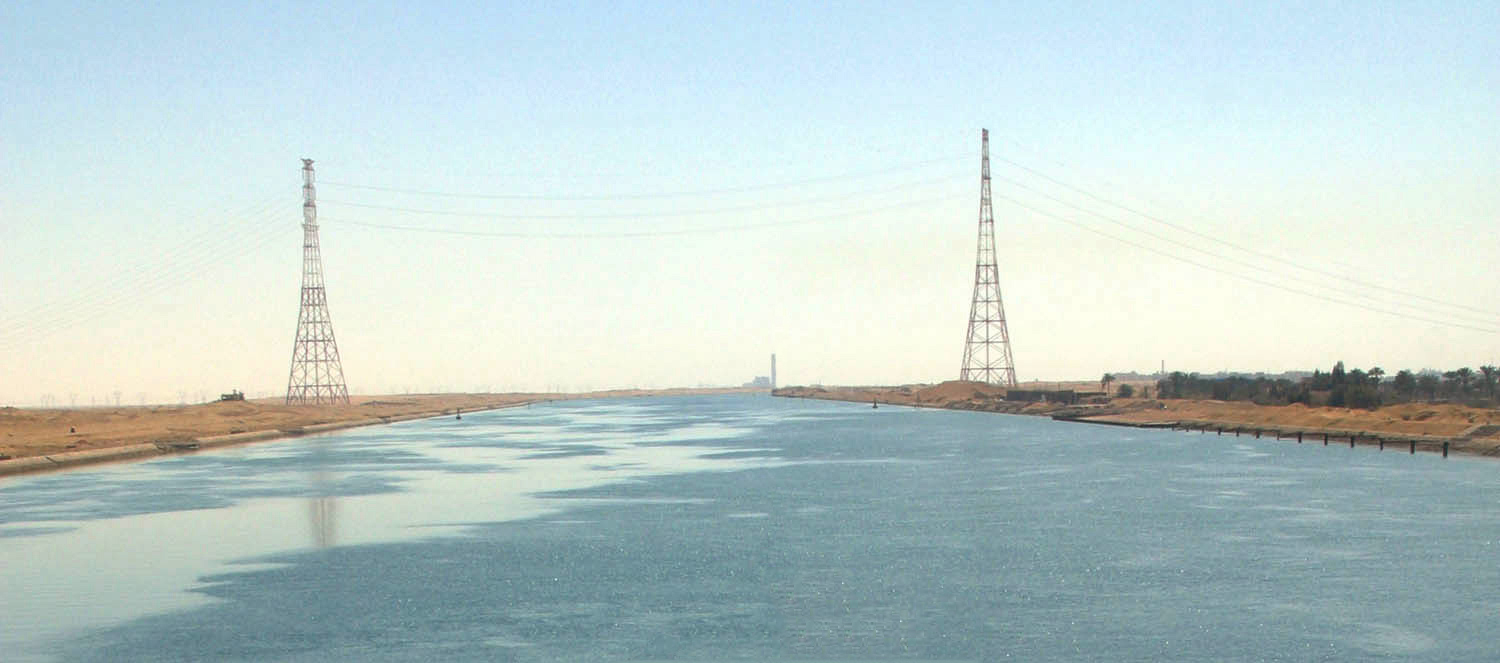
Freileitungskreuzung

Die Freileitungskreuzung des Sueskanals besteht aus zwei 221 Meter hohen, als Stahlfachwerkkonstruktionen ausgeführten Tragmasten etwa acht Kilometer nördlich der Mündung des Sueskanals in Port Taufiq bei Sues. Sie sind mit drei Traversen für die Aufnahme von sechs Leiterseilen für 500 kV ausgestattet und wurden 1998 errichtet. Außerdem besitzen diese Masten unterhalb der Traversen mit den Leiterseilen noch eine vierte Traverse, um herabstürzende Leiterseile im Fall eines Isolatorbruchs aufzufangen.
Trotz der geringen Spannweite von 600 Metern wurden derartig hohe Masten notwendig, da für den Schiffsverkehr mit einer maximal zulässigen Höhe von 68 m auf dem Sueskanal eine Durchfahrtshöhe von 150 Metern vorgeschrieben ist.